# Тавтограма
Тавтограма (від грец. ταΰτό «те саме» і …грама) — вірш, усі рядки якого починаються однією й тією самою буквою. Інколи трапляється у прозових творах.
Історично тавтограми мали переважно поетичні форми. Нині дослідники визначають тавтограму як текст, в якому всі слова починаються з однієї і тієї ж літери.
Різниця між тавтограмою та алітерацією полягає в тому, що тавтограми є письмовим, візуальним явищем, тоді як алітерації є фонетичними. Більшість випадків алітерації — теж тавтограми, так само й більшість тавтограм — алітерації.
Прикладом віршованої тавтограми може стати жартівливий вірш Володимира Книра «Кохана карателька»:
Коли кохану ктир куса,
ктира коханої коса
кара, кінець-кінцем кара
комаху-кривдника — ктира.